# Ільничка (водоспад)
Водоспа́д Ільничка — водоспад в Українських Карпатах, розташований в 3,5 км від села Ільниця, Закарпатська область. Розташований в оточенні букового лісу Національного парку «Зачарований край». Назва водоспаду походить від річки Ільничка.
Висота водоспаду близько 4-5 метрів.